# Crystal Empire
Crystal Empire je druhé studiové album německé power metalové kapely Freedom Call. Album bylo vydáno 22. ledna 2001 společností Steamhammer. Je to poslední album, na kterém se podílel Sascha Gerstner, který poté Freedom Call opustil a přidal se ke kapele Helloween.

## Seznam skladeb
| Pořadí         | Název                          | Délka |
| -------------- | ------------------------------ | ----- |
| 1.             | The King of the Crystal Empire | 0:32  |
| 2.             | Freedom Call                   | 5:32  |
| 3.             | Rise Up                        | 4:05  |
| 4.             | Farewell                       | 4:06  |
| 5.             | Pharao                         | 4:42  |
| 6.             | Call of Fame                   | 4:14  |
| 7.             | Heart of the Rainbow           | 4:35  |
| 8.             | The Quest                      | 7:34  |
| 9.             | Ocean                          | 5:09  |
| 10.            | Palace of Fantasy              | 4:47  |
| 11.            | The Wanderer                   | 3:45  |
| Celková délka: | Celková délka:                 | 49:01 |

## Obsazení
- Chris Bay - zpěv, kytara, klávesy
- Sascha Gerstner - kytara
- Ilker Ersin - basová kytara
- Dan Zimmermann - bicí

### Hosté
- Rolf Kholer
- Olaf Senkbeil
- Janie Dixon
- Mitch Schmitt
- Stefan Heimer – baskytara